# The Great British Bake Off

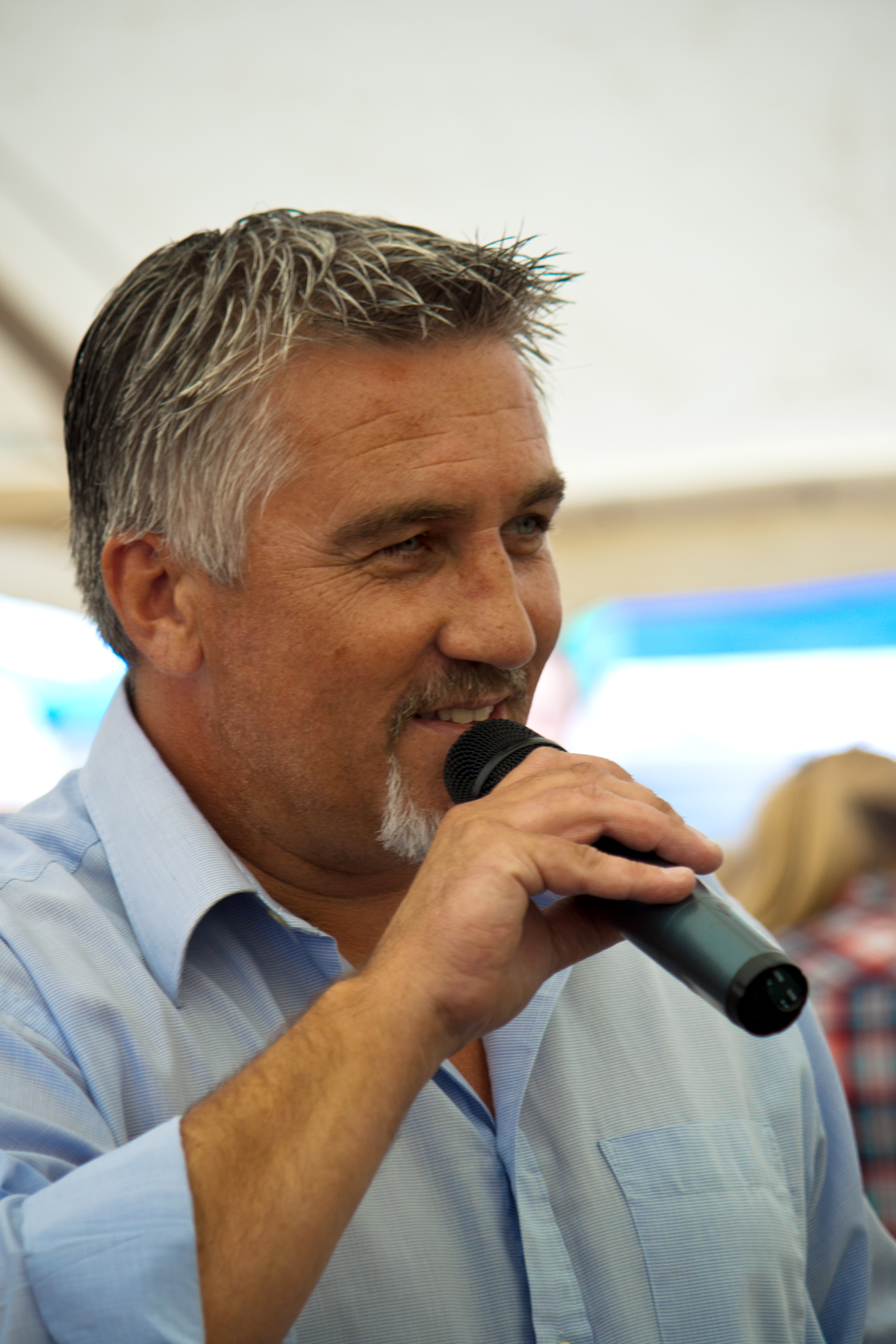
Le boulanger Paul Hollywood, un des juges de l’émission

The Great British Bake Off (souvent abrégé en Bake Off ou GBBO) est un concours de pâtisserie télévisé britannique, produit par Love Productions, dans lequel un groupe de pâtissiers amateurs s'affrontent lors d'une série d'épreuve afin d'impressionner un groupe de juges avec leurs compétences culinaires. Un concurrent est éliminé à chaque tour et le gagnant est sélectionné parmi les concurrents qui atteignent la finale.
Le premier épisode est diffusé le 17 août 2010, avec ses quatre premières saisons diffusées sur BBC Two, jusqu'à ce que sa popularité croissante conduise la BBC à le déplacer vers BBC One pour les trois saisons suivantes. Après sa septième saison, Love Productions signe un contrat de trois ans avec Channel 4 pour produire la série.
Le programme est initialement présenté par Sue Perkins et Mel Giedroyc, avec les juges Mary Berry et Paul Hollywood. Après son passage à Channel 4, Noel Fielding et Sandi Toksvig leur succèdent en tant que présentateurs, mais Toksvig est ensuite remplacée par Matt Lucas. Les juges actuels sont Paul Hollywood et Prue Leith.
Dans l'ordre chronologique, les gagnants sont Edd Kimber, Joanne Wheatley, John Whaite, Frances Quinn, Nancy Birtwhistle, Nadiya Hussain, Candice Brown, Sophie Faldo, Rahul Mandal, David Atherton et Peter Sawkins.
On attribue à la série un regain d'intérêt pour la pâtisserie dans tout le Royaume-Uni et en Irlande, les magasins au Royaume-Uni faisant état d'une forte augmentation des ventes d'ingrédients et d'accessoires. Beaucoup de ses participants, y compris des gagnants, débutent après l'émission une carrière dans la pâtisserie, tandis que le programme primé au BAFTA donne naissance à un certain nombre de programmes spéciaux et d'émissions dérivées : une saison caritative avec des célébrités au profit de Sport Relief/Comic Relief ; Junior Bake Off pour les enfants (diffusée sur la chaîne CBBC, puis sur Channel 4 à partir de 2019) ; et Bake Off: The Professionals pour les équipes de pâtissiers professionnels, etc. Une nouvelle saison est annoncée pour 2021.
Le format de la série est utilisé comme base pour deux séries BBC Two, The Great British Sewing Bee et The Great Pottery Throw Down. Sous le titre The Great British Baking Show, la série est également diffusée aux États-Unis et au Canada. Elle est aussi apparue dans d'autres pays et le format a été vendu aux producteurs de télévision du monde entier, où des versions locales sont produites.

## Déclinaisons à l'international
Le concept a donné lieu a plusieurs déclinaisons à l'international dont :
- Le meilleur pâtissier : diffusée en France sur M6 et en Belgique sur RTL TVI.
- Bake off: famosos al horno : diffusée en Espagne d'abord sur Amazon Prime Video pour la première édition puis sur La 1 à partir de la deuxième édition.